# Белло, Менахем
Менахе́м Белло (ивр. מנחם בלו‎; род. 26 декабря 1947, Тель-Авив, Подмандатная Палестина) — израильский футболист, играл на позиции защитника. Участник чемпионата мира 1970 года. Бронзовый призёр Кубка Азии 1968 года.

## Биография

### Клубная карьера
Белло всю футбольную карьеру играл за «Маккаби» из Тель-Авива. В составе «Маккаби» играл в течение 19 сезонов, выиграв 5 чемпионских титулов, 5 Кубков Израиля и 2 титула Азиатского клубного чемпионата. Белло был одним из ключевых защитников «Маккаби», за который сыграл 498 матчей, благодаря чему является рекордсменом по количеству игр за эту команду.

### Карьера в сборной
В составе сборной Израиля Белло принимал участие на Кубке Азии 1968 года и завоевал бронзовые медали. В том же году Белло был основным игроком на олимпийском футбольном турнире, где сыграл в 4 матчах, в том числе и в 1/4 финальном матче с Болгарией, проигранному по жребию.
На чемпионате мира 1970 года Белло сыграл в одном матче группового этапа со сборной Италии, который закончился со счётом 0:0. Всего за сборную Израиля сыграл 57 матчей, в которых не отметился забитыми голами.

## Достижения
«Маккаби (Тель-Авив)»
- Чемпион Израиля (5): 1966/68, 1969/70, 1971/72, 1976/77, 1978/79
- Обладатель Кубка Израиля (5): 1963/64, 1964/65, 1966/67, 1969/70, 1976/77
- Обладатель Суперкубка Израиля (2): 1977, 1979
- Обладатель Азиатского клубного чемпионата (2): 1969, 1971